# Mysteria cylindripennis
Mysteria cylindripennis is een keversoort uit de familie Vesperidae. De wetenschappelijke naam van de soort werd voor het eerst geldig gepubliceerd in 1861 door Charles Wyville Thomson.